# Uwe Wegner
Uwe Heinz Wilhelm Wegner (* 15. Februar 1959 in Sande) ist ein ehemaliger deutscher Leichtathlet.

## Sportliche Karriere
Uwe Wegner begann bei der LG Wilhelmshaven und wechselte 1982 zum SV Union Groß-Ilsede. Seine beste Einzelplatzierung bei Deutschen Meisterschaften war der 4. Platz im 400-Meter-Lauf bei den Meisterschaften 1982. Die 4-mal-400-Meter-Staffel aus Groß-Ilsede mit Reinald Kohne, Carsten Fischer, Uwe Wegner und Erwin Skamrahl siegte bei den Meisterschaften 1984. In der Halle gewann Wegner 1982 den Titel über 400 Meter und wurde 1985 Zweiter. Seine persönliche Freiluft-Bestleistung von 46,42 Sekunden lief er am 24. Juni 1983 in Bremen.
Wegner nahm an den Universiaden 1981 und 1983 teil und schied über 400 Meter jeweils im Zwischenlauf aus. Mit der 4-mal-400-Meter-Staffel belegte er 1981 den fünften und 1983 den sechsten Platz. Uwe Wegner trat von 1981 bis 1985 neunmal im Nationaltrikot an. Bei den Halleneuropameisterschaften 1985 stürzte er im Zwischenlauf über 400 Meter.
Wegner war ab 1985 als Arzt in Hannover tätig. Er spezialisierte sich auf Orthopädie und Sportmedizin. Er war 25 Jahre Verbandsarzt für den DLV, ab 2004 leitender Verbandsarzt. Er ist verheiratet mit Marita Gabriel, die 1982 am Siebenkampf-Länderkampf gegen die USA teilnahm.